# Mesachorutes thomomys
Mesachorutes thomomys är en urinsektsart som först beskrevs av Chamberlain 1943.  Mesachorutes thomomys ingår i släktet Mesachorutes och familjen Hypogastruridae. Inga underarter finns listade i Catalogue of Life.